# Volkswagen do Brasil
Volkswagen do Brasil est la filiale brésilienne du groupe allemand Volkswagen AG.

## Histoire
L'usine d'assemblage de Volkswagen au Brésil a été créée parce que le gouvernement brésilien avait interdit l'importation de véhicules entièrement terminés en 1953. Son premier président était Friedrich Schultz-Wenk, qui avait émigré au Brésil en 1950 après un bref passage en tant que prisonnier de guerre, suivi d'un certain temps à Wolfsburg. Le premier atelier, installé dans un entrepôt de Ipiranga, un quartier de São Paulo, était une destiné à assembler la Coccinelle et le Combi avec des kits complets (Complete Knock Down|CKD), importés d'Allemagne. En deux ans 2.268 Fuscas (Coccinelles) et 552 Combis furent assemblés à la main. Après l'entrée en vigueur des programmes de substitution des importations de Juscelino Kubitschek, Volkswagen a été contraint de construire une véritable usine à São Bernardo do Campo dont les travaux ont commencé à la mi-1957. À l'origine, seul le Combi a été produit localement à partir de septembre 1957 puis, à partir de janvier 1959, la "Fusca - Coccinelle" de 1.200 cm3 a également été produite avec une part croissante de composants locaux. En 1959, Volkswagen démarre la production dans l'usine près de São Paulo.
Volkswagen do Brasil est la filiale la plus importante après la Chine du groupe automobile allemand. Tout au long de son histoire, Volkswagen do Brasil s'est distinguée par le développement de ses propres modèles et variantes adaptés aux marchés d'Amérique latine et d'Afrique, remplaçant ou complétant les modèles de conception allemande. Depuis 2002, Volkswagen do Brasil se classe au deuxième rang des ventes sur le marché brésilien, juste derrière la filiale du groupe italien Fiat SpA, Fiat Automoveïs.
L'entreprise occupe une position stratégique mondiale au sein de l'organisation Volkswagen car elle est chargée de produire la Fox pour tous les marchés du monde où ce modèle est présent. L'entreprise a également produit la Golf de quatrième génération pour le Canada et plusieurs marchés d'Amérique centrale et du Sud et produit actuellement la Golf de septième génération.

### L'affaire des droits de l'homme dans les usines brésiliennes de Volkswagen
Des travailleurs ont accusé Volkswagen do Brasil de les espionner pendant la dictature militaire brésilienne de 1964 à 1985. Le personnel de sécurité de VW a informé la police politique d'éventuelles activités d'opposition. En 1976, des arrestations massives ont eu lieu et certains salariés ont été torturés. En 1979, des travailleurs brésiliens de VW se sont rendus à Wolfsburg pour informer le PDG en personne.
En 2014, la « commission vérité » convoquée par la présidente brésilienne Dilma Rousseff a trouvé des documents selon lesquels "des dizaines d'entreprises, dont notamment Volkswagen, ont aidé les militaires à identifier des militants syndicaux", dont Luiz Inacio Lula da Silva. Devant la commission de l'État de São Paulo, le conseiller juridique de Volkswagen a nié les accusations et contesté qu'il n'y avait aucun document prouvant que VW avait violé les droits de l'homme.
En 2015, des militants et d'anciens salariés de Volkswagen do Brasil se sont exprimés en public accusant l'entreprise de persécution. Le procureur général brésilien a diligenté une enquête complémentaire.

## Les usines Volkswagen au Brésil
Volkswagen do Brasil dispose de quatre unités de production au Brésil : 
- São Bernardo do Campo (SP), située dans la périphérie de São Paulo, elle a été inaugurée le 18 novembre 1959. C'est la plus ancienne des usines où les modèles Nivus, Virtus, Novo Polo berline, Saveiro (variante pick-up de la Gol) et Kombi en version minibus et fourgonnette sont assemblés. Sa capacité est de 1.300 exemplaires par jour. Le site réalise l'emboutissage, l'assemblage de la carrosserie, la peinture, la production de moteurs et de boîtes de vitesses et l'assemblage final. L'usine compte Environ 16.000 salariés dont 10.000 salariés directes et 5.000 sous traitants.

- São Carlos (SP), située dans la ville du même nom dans l'État de São Paulo, elle a été inaugurée le 12 octobre 1996. Cette usine produit 16 types de moteurs différents en 70 versions, fonctionnant à l'essence, à l'alcool et au diesel, destinés aux voitures produites au Brésil et dans d'autres pays comme l'Espagne ou l'Afrique du Sud. Environ 500 personnes sont employées. Cette usine se distingue pour avoir été la première unité Volkswagen, hors de l'Europe, à obtenir le certificat environnemental ISO 14007 en 1997.

- São José dos Pinhais (PR), située près de Curitiba, cette unité est la plus récente, inaugurée le 18 janvier 1999. Elle produit le modèle T-Cross. La capacité de production journalière est de 810 exemplaires. Environ 3.600 salariés y travaillent.

- Taubaté (SP), située à São Paulo, elle a été inaugurée le 14 janvier 1976. Elle produit les modèles Gol et Voyage, avec une capacité maximale de 1.000 exemplaires par jour. L'usine emploie environ 4.000 salariés.

| Usine                 | Ouverture        | Production                   |
| --------------------- | ---------------- | ---------------------------- |
| São Bernardo do Campo | 18 novembre 1959 | Nivus, Polo, Virtus, Saveiro |
| São Carlos            | 12 octobre 1996  | Moteurs                      |
| Taubaté               | 14 janvier 1976  | Gol, Voyage                  |
| São José dos Pinhais  | 18 janvier 1999  | T-Cross                      |

## Les Présidents de Volkswagen do Brasil
Depuis sa création, en 1953, 11 présidents se sont succédé :
- Friedrich Schultz-Wenk, premier Président de Volkswagen do Brasil de 1953 à 1969. Il a été le responsable de l'implantation de la marque dans le pays, depuis l'entrepôt loué dans le quartier d'Ipiranga et le premier véhicule assemblé avec toutes les pièces importées. Son premier objectif était d'atteindre une production de 150 véhicules par jour. Durant sa présidence, Volkswagen do Brasil a produit 850.000 véhicules.

- Rudolf Leiding, Président de VWB de 1969 à 1973. Il a validé la création des modèles SP1 et SP2 en 1972 et de la Brasilia en 1973.

- Wolfgang Sauer, Président de VWB de 1973 à 1987. Il a participé au lancement de la Passat le 21/06/1974 et a approuvé la création de Gol.

- Noël Philips, 1986 à 1992.

- Pierre Alain de Smedt, 1992 à 1997.

- Herbert Humel Demel, 1997 à 2002.

- Paul Fleming, de 2002 à 2004 (14 mois).

- Hans-Christian Maergner, de début 2004 à 2006 jusqu'à sa retraite. Il est entré dans le groupe Volkswagen en 1969, d'abord à l'usine de Kassel, puis au siège de Wolfsburg. En 1998, il est nommé directeur exécutif puis directeur général de Volkswagen Afrique du Sud en quasi-faillite. En 2000, il fêtait le retour à l'équilibre. Durant son mandat, la production de l'usine locale d'Uitenhage a doublé.

- Thomas Schmall, de 2006 à 2014. Il a été président du conseil d'administration de VW Slovaquie puis a dirigé l'usine de São José dos Pinhais (Paraná) de 2000 à 2003.

- David Powells, de 2015 à septembre 2017.

- Pablo Di Si, nommé en octobre 2017.

## Chronologie des modèles Volkswagen do Brésil

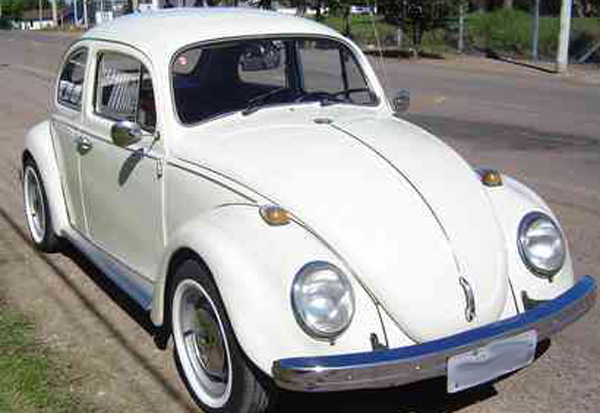
La Coccinelle brésilienne avec un moteur 1500

- 1953 - Le 23 mars, l'assemblage de la 1ère Volkswagen 1.200 (type 1) et du 1er Kombi 1.200 (type 2) commence au Brésil, dans les ateliers de la société Companhia Distribuidora Geral Brasmotor (devenue Multibras), situés dans le quartier d'Ipiranga, à São Paulo. En quelques mois, l'idée d'une filiale directe de Volkswagen au Brésil fleurit dans la tête de Friedrich Wilhem Schultz-Wenk, qui arrive à convaincre Heinz Nordhoff (alors PDG de Volkswagen) d'élargir la présence de l'entreprise vers d'autres marchés étrangers. Grâce à cela, Volkswagen devient l'une des entreprises automobiles pionnières au Brésil,
- 1956 - Le 16 juin, la première pierre de l'usine de São Bernardo do Campo est posée.
- 1957 - Présentation du Kombi, premier véhicule Volkswagen fabriqué au Brésil avec un pourcentage élevé de pièces locales,
- 1959 - Lancement de la Coccinelle 1.200, avec 95% d'intégration de composants locaux,
- 1962 - Lancement de la Karmann Ghia 1300.
- 1967 - La Coccinelle voit son moteur 1.200 remplacé par le 1.300. Dans le Kombi, le moteur 1.200 est remplacé par le 1.500.

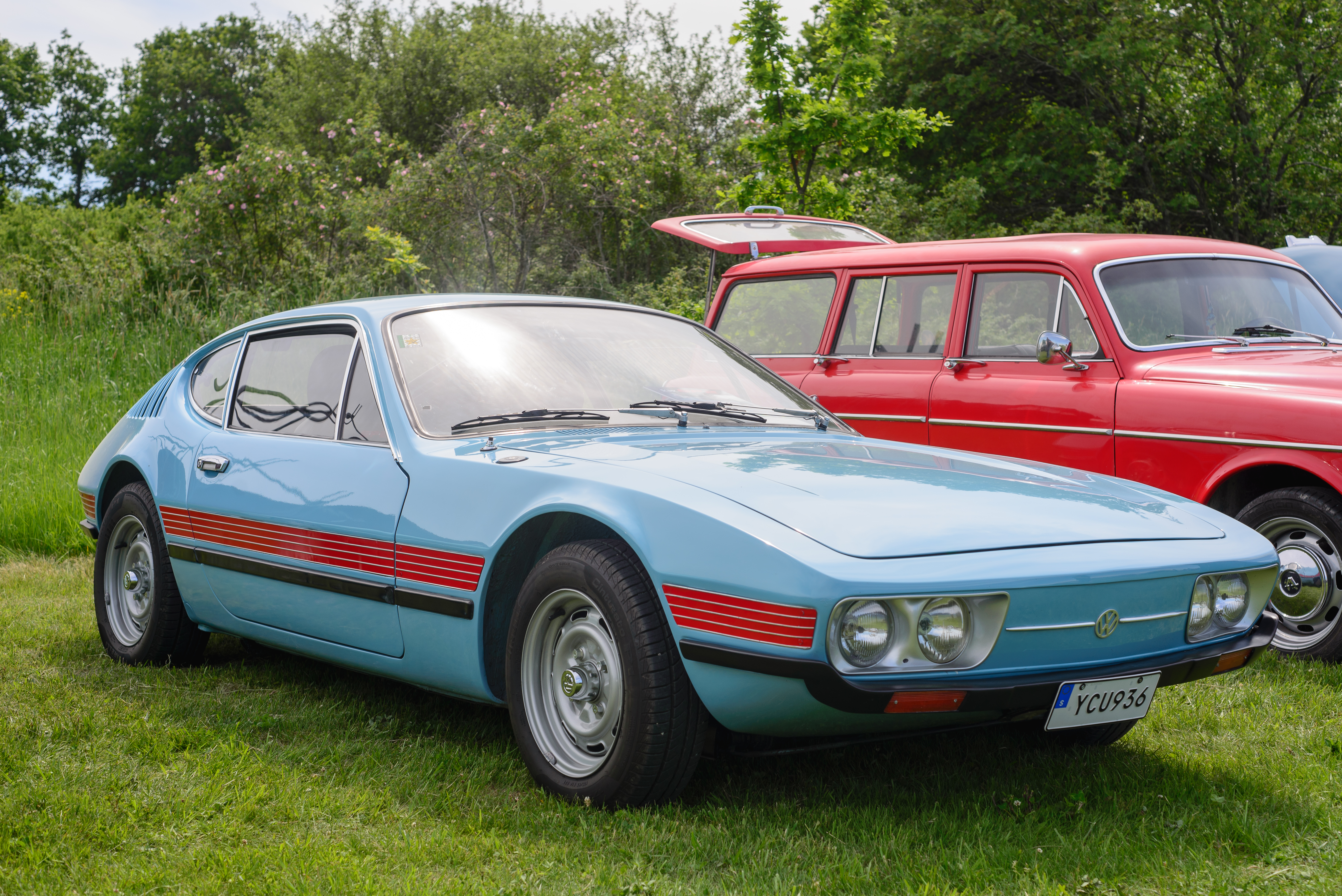
Volkswagen SP 2, voiture de collection

- 1968 - Comme en Allemagne, Volkswagen do Brasil lance la Volkswagen 1600 4 portes, surnommée "Zé do Caixão", lors du Salon de l'automobile de São Paulo. Elle se distinguait par sa stabilité dans les courbes et sa vitesse de pointe était de 135 km/h.
- 1969 - Lancement de la Volkswagen 1600 Variant.
- 1970 - Début des exportations (Variante pour divers marchés) ; lancement de la Karmann Ghia TC 1600 , de la Volkswagen Sedán 1500 (appelée localement Fuscão) et de la Volkswagen 1600 TL (fastback) deux portes.
- 1972 - Lancement de la SP, au design sportif conçu au Brésil,
- 1973 - Lancement de la Brasilia,
- 1974 - Lancement de la Passat,
- 1975 - Lancement du Kombi avec un moteur de 1,6 Litre avec des modifications sur la face avant, en l'adaptant du T2 connu sur les marchés internationaux.
- 1977 - Lancement de la Variant II. Début de la production d'automobiles à moteur à alcool (Coccinelle 1.300, Passat et Brasilia),

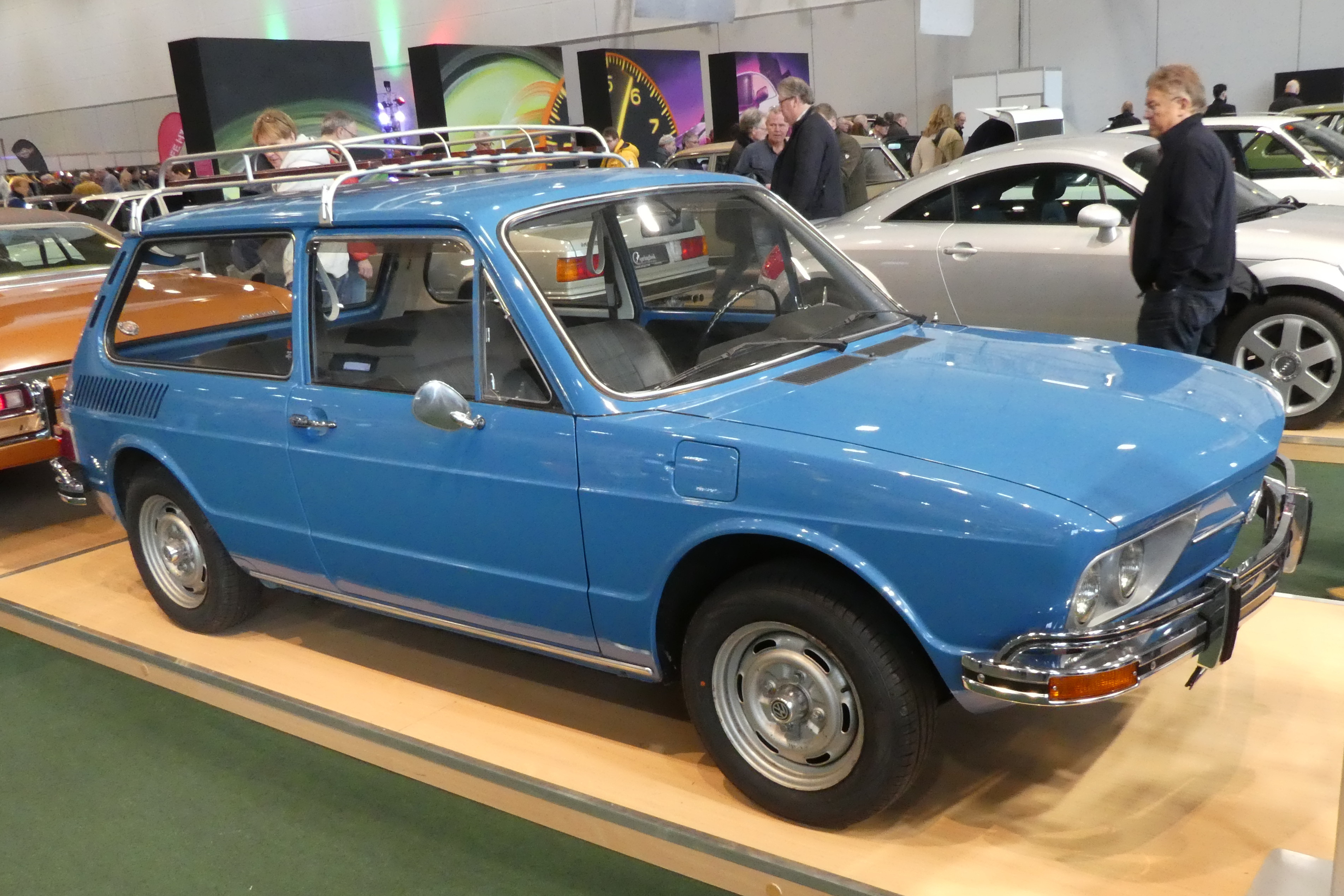
Volkswagen Brasilia un des modèles Volkswagen do Brasil les plus connus dans les années 70

- 1979 - Création de Volkswagen Caminhões e Ônibus et présentation de la Gol 1.300, première voiture construite sur la plateforme BX dotée d'un moteur refroidi par air et de la traction avant,
- 1981 - Début de la production de camions de 11 et 13 tonnes. Lancement de la Voyage 1.500 (variante berline de la Gol), et du Kombi avec un moteur diesel 1,6 L en ligne refroidi par eau,
- 1982 - Le nouveau Voyage est élu "Carro do Ano". Lancement des modèles Parati (variante familiale du Gol) et Saveiro (variante pick-up de la Gol) en septembre. Début de l'exportation de moteurs vers les États-Unis. L'exportation de boîtes de vitesses dépasse le million d'unités.
- 1984 - Lancement de la Santana, produite avec l'utilisation de robots,
- 1985 - Lancement de la Quantum (variante familiale de la Santana), plus connue en Europe sous le nom de Passat Variant,
- 1986 - Fin de la production de la Coccinelle au Brésil.
- 1987 - Création d'AutoLatina, une joint-venture avec Ford Motors do Brasil,
- 1989 - Lancement des Parati GLS et Parati Plus 1.8 et d'une nouvelle gamme de camions. Début de la production de la Gol GTI, première voiture brésilienne dotée de l'injection électronique. La Santana 2000 est élue "Carro do Ano",
- 1990 - Lancement de l'Apolo, modèle dérivé de la Ford Escort. Lancement du Voyage à 4 portes et de 3 nouveaux modèles de camions. Le Santana et le Quantum sont équipés d'un nouveau moteur AP-2000 de troisième génération,
- 1991 - Lancement de la nouvelle Santana, de l'Apolo VIP et de la Gol 1992 avec un nouvel intérieur. Début de la production d'automobiles avec catalyseur et ABS,
- 1993 - Lancement des Pointer/Logus, (dérivés de la Ford Escort), Gol Popular et la ligne Volksbus, des séries spéciales : Voyage Sport, Santana Sport et Saveiro Sunset. Relance de la Fusca par une initiative présidentielle d'Itamar Franco,
- 1994 - Lancement des modèles Golf, Passat et Passat Variant (modèle importé d'Allemagne),  des camions 7-100 et 8-140, et châssis 8-140 CO/CE Microbus et nouvelle Gol,
- 1995 - Lancement des modèles SEAT Córdoba et Ibiza (importés d'Espagne), Gol GTI 16v et Novo Parati, des séries spéciales Gol "Rolling Stones" et Logus "Wolfsburg Edition". Dissolution d'AutoLatina,
- 1996 - Arrêt définitif de la production de la Fusca au Brésil après seulement 42.000 exemplaires produits,
- 1997 - Lancement des modèles Polo Classic (importée d'Argentine), Seat Córdoba et Ibiza (importées d'Espagne) et Golf VR6 (importée du Mexique). La Gol et la Parati sont commercialisées pour la première fois en versions à quatre portes. Pour profiter des avantages fiscaux, la Gol et la Parati sont proposées avec un moteur 1 Litre 16V. Début de l'exportation de la Gol au Mexique. Le Kombi est actualisé pour la énième fois, en conservant la carrosserie du T2 mais avec des vitres latérales plus grandes et une porte latérale coulissante,
- 1998 - Lancement des nouvelles générations de Passat, Passat Variant et Golf, EuroVan et Caravelle (T4). Nouvelle refonte des modèles Santana et Quantum. Début de l'exportation de la Gol 4 portes, Parati et Saveiro vers le Mexique,
- 1999 - Lancement du camion Transformer. Restylage des Gol et Parati. Lancement de la Golf (maintenant produite au Brésil). La New Beetle importée du Mexique est présentée et sa commercialisation via Internet commence,

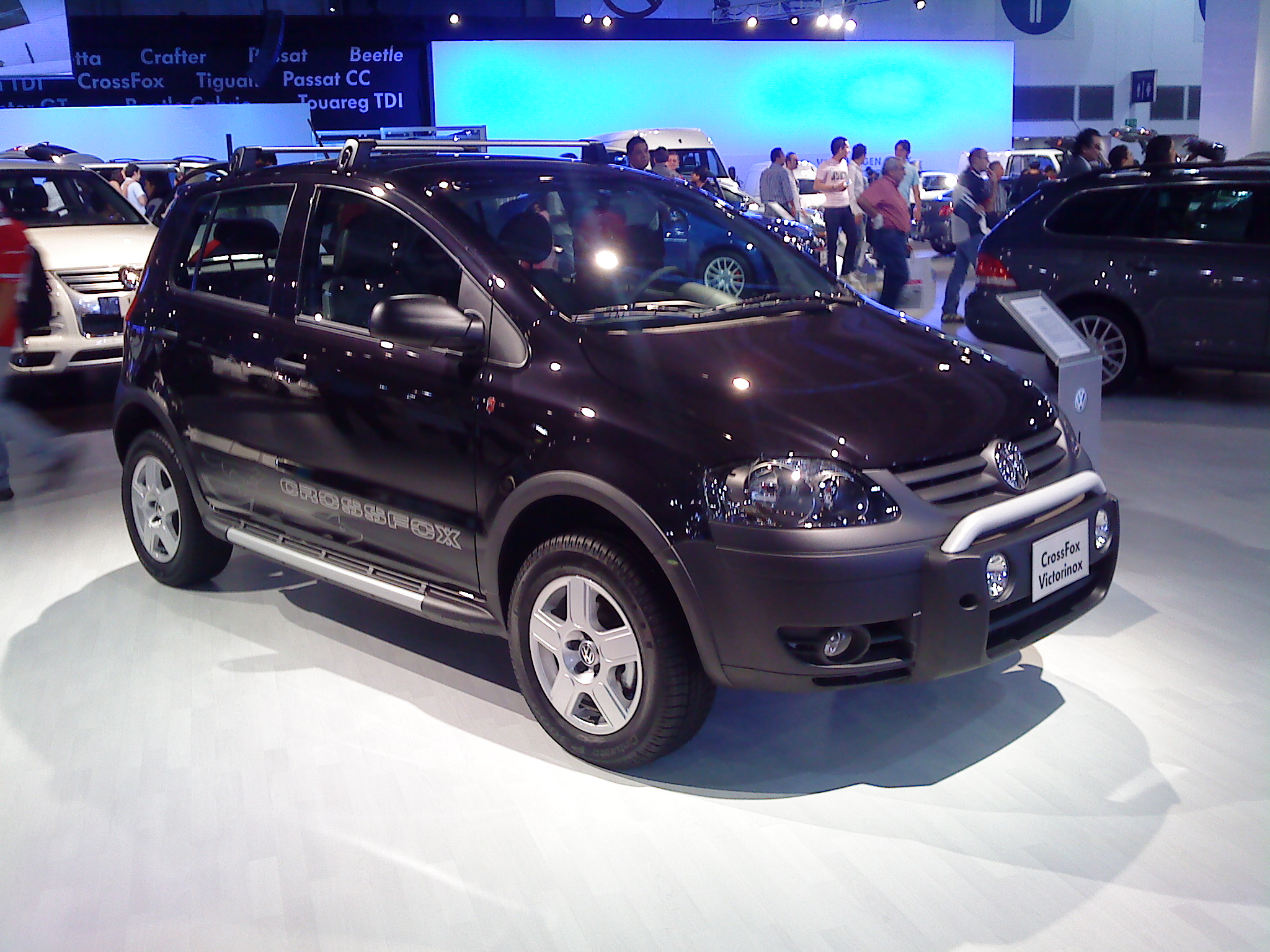
Le CrossFox est un modèle conçu au Brésil qui connait le succès dans plusieurs pays friands de SUV. Édition limitée CrossFox Victorinox pour le Mexique

- 2000 - Lancement de la série de camions 2000. Début des exportations de la Golf vers le Mexique, les États-Unis et le Canada. Restyling du Saveiro. Lancement des Gol et Parati avec le moteur 1.0 L 16V Turbo. Début de l'exportation de la Gol vers l'Egypte et de l'importation de la Bora du Mexique,
- 2001 - Lancement des Gol Série Ouro, Gol Highway, Parati Tour et des camions Titan 6X2 et 6X4,
- 2002 - Inauguration de l'usine de Nova Anchieta pour la production de la Polo. Lancement des séries spéciales : Gol Sport, Saveiro City, Golf Black et Silver, Saveiro Supersurf, Gol personnalisée, Parati Evidence, Gol City, Parati Crossover et Golf Trip. Lancement de la Polo berline,
- 2003 - Lancement de la Passat Protect. La gamme Gol est restructurée, la Gol Special 4 portes est présentée ainsi qu'une nouvelle version de la Saveiro Supersurf, la série spéciale Gol Highway II, la Golf VR6. Volkswagen do Brasil célèbre ses 50 ans d'activité en lançant la Gol Total Flex : la première voiture de la marque à utiliser la technologie Flex (brevet Magneti-Marelli) qui permet l'utilisation mixte d'essence et d'alcool, dans n'importe quelle proportion,
- 2004 - Les Parati et Saveiro Total Flex sont lancées ainsi que la Polo Sportline 1.6 à hayon et la Polo Highline berline,

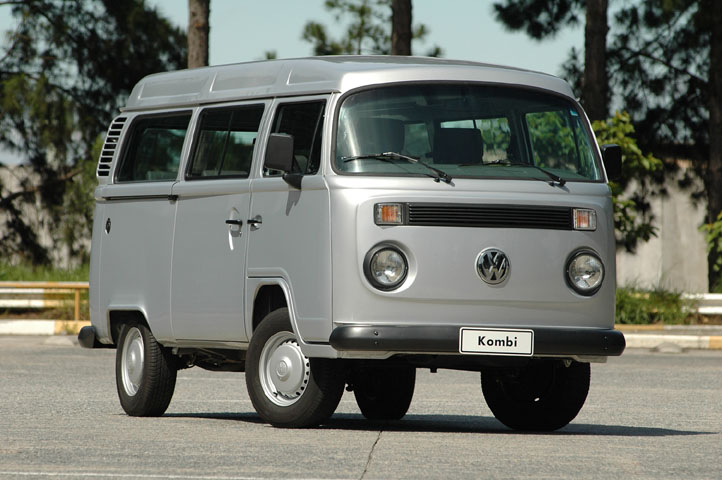
Volkswagen Bus T2c Kombi Prata, le dernier avec un moteur refroidi par air (2005)

- 2005 - Présentation de la Fox, disponible au Brésil uniquement avec un moteur Flex. La Polo est proposée en trois finitions : Basic, Comfortline et Sportline, avec un moteur 1,6 L., la Polo berline en finition Basic et Comfortline. Lancement de la série spéciale Golf Sport 1.8 Turbo,
- 2006 - Lancement des nouvelles Gol, Parati et Saveiro. Mises à jour des versions Fox, Polo, Polo berline et Santana. Les trois moteurs disponibles de la Gol sont Flex. Lancement de la CrossFox 1.6L Flex. La Golf est disponible en huit versions (1.6, 1.6 Génération, 2.0, 2.0 automatique, 2.0 Comfortline, 2.0 Comfortline automatique, GTI et GTI Tiptronic). Dans le Kombi, un moteur 1,4 L refroidi par eau remplace l'antique moteur boxer de 1,6 L.,
- 2007 - La Polo avec hayon 1.6 Total Flex et 1.6 Sportline, la Polo berline Flex, Comfortline 1.6 Flex et Comfortline 2.0, la Polo GTI, la Fox Sportline 1.0 et 1.6 Flex sont lancées. En avril, la SpaceFox, importée d'Argentine, est lancée,

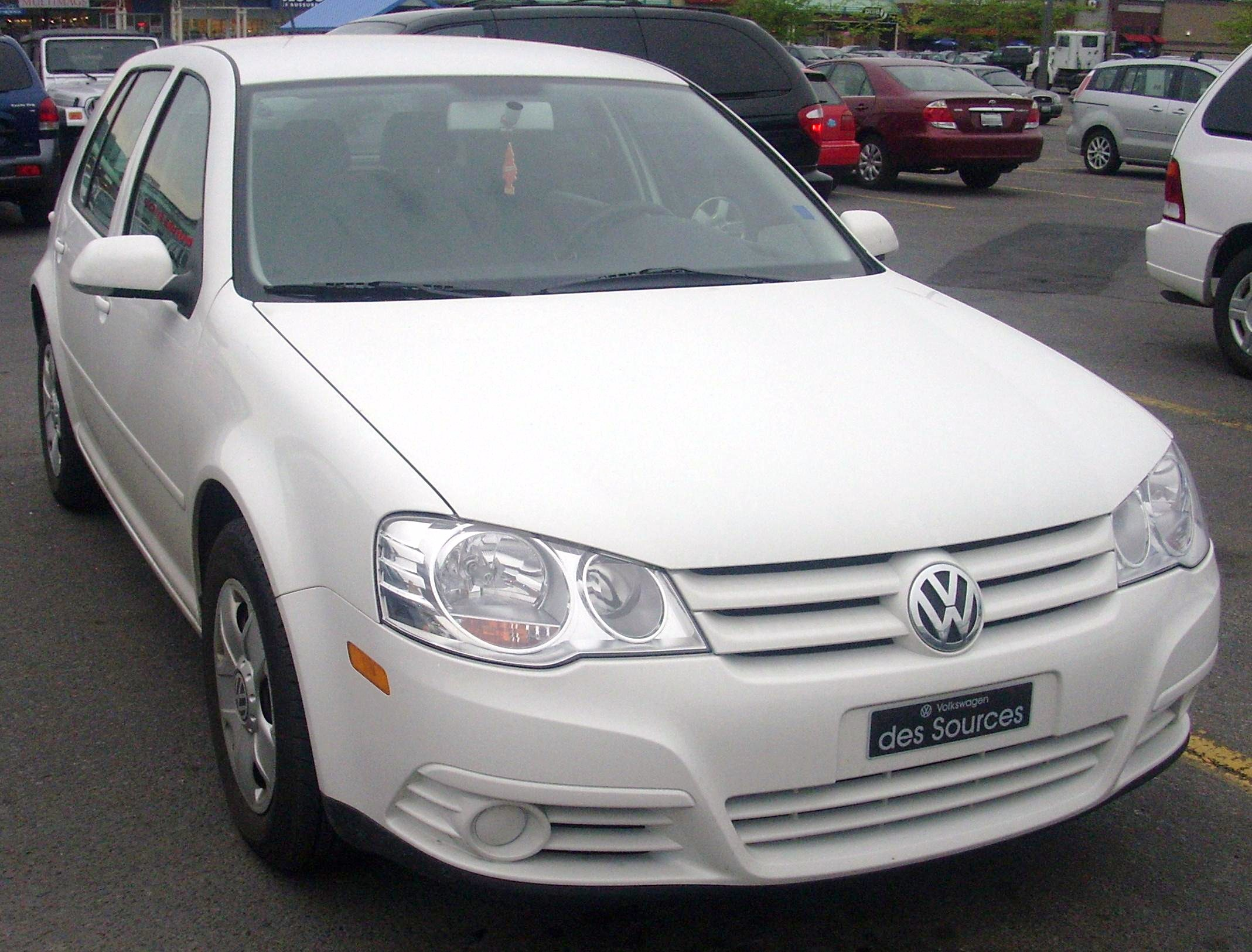
Golf 4ème génération toujours en production avec un restylage local. Version City Golf pour le marché canadien

- 2008 - En juillet, présentation de la nouvelle Gol NF et en novembre, le nouveau Voyage NF. Début de l'exportation de ces modèles vers plusieurs marchés d'Amérique latine,
- 2013 - En décembre, arrêt définitif de la production du Kombi, avec un spot publicitaire intitulé : Volkswagen Kombi : ses dernières volontés

### Les problèmes de sécurité de la VW Gol
La Volkswagen Gol a été classée comme très dangereuse par Latin NCAP, (équivalent de l'Euro NCAP européen). La Gol 2009 n'a obtenu qu'une seule étoile pour les occupants adultes et deux étoiles pour les enfants. La version équipée d'un airbag a obtenu trois étoiles. Depuis 2014, la loi brésilienne exige des freins ABS et des airbags frontaux doubles dans tous les nouveaux véhicules,.
Depuis janvier 2022, la Gol est interdite de vente en Argentine à la suite de l'entrée en vigueur de la loi interdisant la vente de véhicules neufs non équipés d' ESP . Volkswagen a été très critique vis-à-vis de la nouvelle loi visant à rendre obligatoire cet équipement de sécurité active. En refusant d'équiper la Gol d'ESP, Volkswagen a dû arrêter de commercialiser le modèle en Argentine, alors qu'il s'agissait de la troisième voiture particulière la plus vendue sur le marché local en 2021.

## La division Volkswagen Caminhões e Ônibus
Les débuts de la marque remontent à Simca-Fiat qui avait créé sa filiale brésilienne Simca do Brasil en 1958. En décembre 1962, Fiat, qui est sur le point de racheter Citroën à Michelin, pour éviter de se voir reprocher une égémonie en France, doit céder 63% de Simca au groupe américain Chrysler. Au Brésil, en 1966, Fiat cède à Chrysler 92% de Simca do Brasil. À partir de 1969, Chrysler produit des camions Dodge dans l'ex usine Simca, au Brésil.
En 1979, Volkswagen AG rachète 67% de Chrysler Motors do Brasil Ltda et porte sa participation à 100 % un an plus tard. En 2000, la division camions et bus est officiellement intégrée à la division Volkswagen Nutzfahrzeuge (Véhicules Utilitaires).
En 1986, Volkswagen signe un accord commercial avec le groupe américain Paccar pour distribuer ses camions aux États-Unis sous les badges Peterbilt et Kenworth. Cela permettait aux concessionnaires Paccar d'offrir des camions de classe 7 sans avoir à passer par la concurrence. La gamme des camions latino-américains de Volkswagen a toujours été limitée aux modèles légers et mi-lourds, laissant les modèles lourds à MAN. Le Peterbilt-Volkswagen 200 était affectueusement surnommé " Peter Rabbit ".
En novembre 1996, l'usine actuelle de Resende est mise en service, située à environ 150 kilomètres de Rio de Janeiro et à 250 kilomètres de São Paulo. 
En décembre 2008, Volkswagen décide de vendre Volkswagen Caminhões e Ônibus à MAN.
MAN SE rachète la division camions et bus de Volkswagen en 2009 mais continue de commercialiser les modèles sous la marque "Volkswagen". En juin 2012, la division revient dans le giron de Volkswagen AG à la suite du rachat de 75,03 % de MAN SE.
En 2018, toutes les activités camions et bus du groupe Volkswagen ont été regroupées dans la société Traton SE (ex Volkswagen Truck & Bus AG) qui a été introduit en bourse l'année suivante. Au Brésil, la branche véhicules industriels a été renommée MAN Latin America Ltda